# Louis-Guillaume Pécour

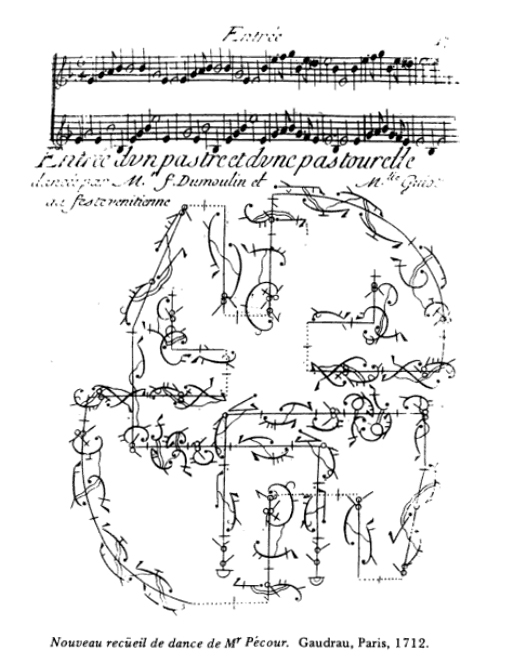
Louis-Guillaume Pécour: Coreografia para uma entrée

Louis-Guillaume Pécour ou Pécourt (1653 – 1729) foi um coreógrafo e bailarino da França. Tornou-se diretor da Academia Real de Dança, exercendo influência sobre a evolução da dança cortesã na época de Luís XIV. 
A ele se deve o aperfeiçoamento do método de notação da coreografia criado por Pierre Beauchamp, e foi celebrado como um inventor original de novas técnicas e como um bailarino brilhante e versátil. Sua fama perdurou um longo tempo depois de sua morte, não somente por suas capacidades, mas também porque suas coreografias anotadas, criações complexas que exigiam muito do bailarino, foram reproduzidas pela Europa por todo o século XVIII.